# Ogrove
Ogrove (em espanhol, El Grove ou Ogrobe; em galego, O Grove) é um município da Espanha na província de Pontevedra, comunidade autónoma da Galiza, de área 21,73 km² com população de 11147 habitantes (2004) e densidade populacional de 512,98 hab/km².

## Demografia
| Variação demográfica do município entre 1991 e 2004 | Variação demográfica do município entre 1991 e 2004 | Variação demográfica do município entre 1991 e 2004 | Variação demográfica do município entre 1991 e 2004 |
| --------------------------------------------------- | --------------------------------------------------- | --------------------------------------------------- | --------------------------------------------------- |
| 1991                                                | 1996                                                | 2001                                                | 2004                                                |
| 10739                                               | 11035                                               | 11039                                               | 11147                                               |